# Eugénio dos Santos

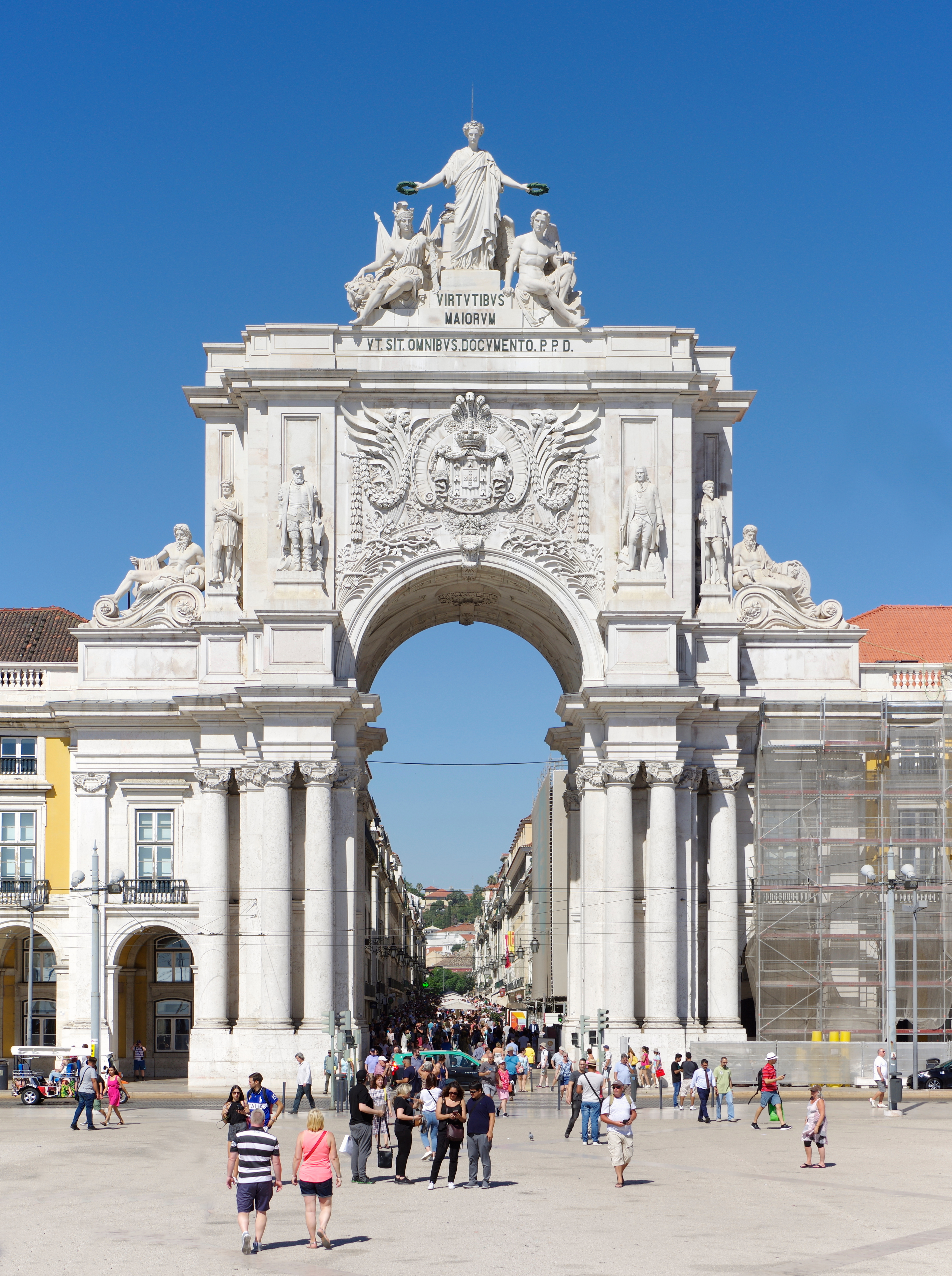
Arco Triunfal da Rua Augusta, na Praça do Comércio.

Eugénio dos Santos e Carvalho (Prazeres, Aljubarrota, março de 1711 – Mercês, Lisboa, 25 de agosto de 1760) foi um engenheiro militar e arquitecto responsável pela reconstrução da Baixa Pombalina de Lisboa após o terramoto de 1755.

## Biografia
Eugénio dos Santos e Carvalho nasceu em março de 1711 na casa dos Carvalhos, na Rua Direita da freguesia de Nossa Senhora dos Prazeres, Aljubarrota, no seio de uma família de pedreiros de Mortágua. Seu pai, António dos Santos e Carvalho, fora pedreiro e mestre de riscar obras e seu avô paterno, António de Carvalho, fora pedreiro. A mãe, Francisca Maria, era natural de Aljubarrota.
Foi aluno na “Aula de Fortificação e de Arquitectura Militar” onde entrou em 1735, mas já no ano seguinte estava a trabalhar nas fortificações de Estremoz, onde foi responsável pelas obras do Paiol de Santa Bárbara, Paço e Armazéns. Posteriormente foi responsável pelas fortificações da Marinha e trabalhou na construção do Hospital das Caldas da Rainha, dirigidas por Manuel da Maia.
Em 1750 foi nomeado inspector das obras da Corte, entre as quais as obras dos paços da Ribeira e dos outros paços reais e arquitecto do Senado de Lisboa.
Homem de confiança do mestre Manuel da Maia, engenheiro-mor do Reino, a sua obra mais notável foi a Praça do Comércio que abre os horizontes de Lisboa ao Rio Tejo.
Entre muitas outras obras, Eugénio dos Santos e Carvalho traçou o plano de recuperação da capital, dirigiu, com Carlos Mardel, as obras do Mosteiro de São Bento da Saúde (actual Assembleia da República), riscou os novos planos dos edifícios da Alfândega, do Arsenal, da Fábrica do Tabaco e da Ribeira das Naus, o Palácio do Grilo nas margens do Tejo e compôs o anteprojecto da estátua de D. José I a construir no Terreiro do Paço, em Lisboa, da autoria do escultor Joaquim Machado de Castro. No Porto, projectou a Cadeia e Tribunal da Relação, porventura uma das mais singulares obras do período dos Almadas.
Eugénio dos Santos e Carvalho casou com D. Francisca Teresa de Jesus da Costa Negreiros em 28 de outubro de 1747, descendente de uma influente família de arquitectos da corte, filha de Manuel da Costa Negreiros e Teresa Maria de Jesus.
Morreu em Lisboa, na Rua da Rosa das Partilhas, freguesia das Mercês, a 25 de agosto de 1760, aos 49 anos, deixando um filho e duas filhas menores. Foi sepultado no Convento de São Francisco da Cidade, edifício que hoje aloja a Faculdade de Belas-Artes da Universidade de Lisboa.
Há uma escola com o seu nome em Alvalade. Quanto a toponímia, há ruas com o seu nome em Lisboa, Oeiras, Quinta do Conde, Arrentela e Aljubarrota.